# Minardi PS05
La Minardi PS05 è un'automobile monoposto sportiva di Formula 1 costruita dalla Minardi per partecipare al Campionato mondiale di Formula 1 2005. Si tratta della ventesima ed ultima monoposto prodotta dalla scuderia faentina prima della vendita della scuderia al gruppo Red Bull, che dalla stagione 2006 rinomina la scuderia come Scuderia Toro Rosso. Alla guida si sono alternati Christijan Albers, Patrick Friesacher e Robert Doornbos, che ha sostituito Friesacher nel corso della stagione per una questione di sponsor e risultati. La PS05 ha totalizzato sette punti, un quinto posto come miglior risultato in gara e un tredicesimo posto come miglior piazzamento in qualifica. La vettura ha collezionato 11 ritiri in 16 gare. 

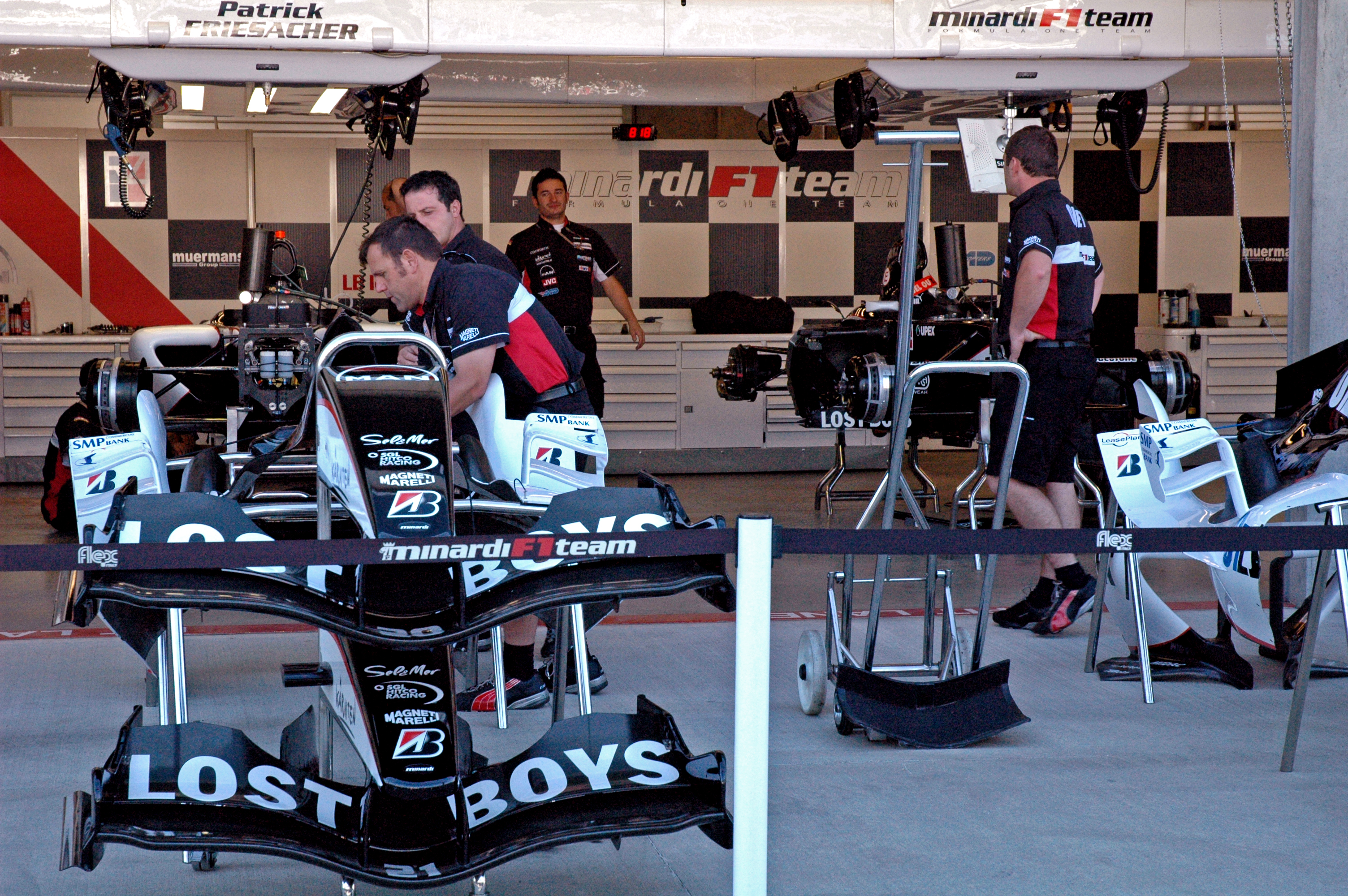
I meccanici Minardi lavorano sulla PS05 di Friesacher al controverso Gran Premio degli Stati Uniti, condizionato dai problemi riscontrati dagli pneumatici Michelin

## La vettura
La PS05 monta il modesto ma affidabile dieci cilindri TJ2005 prodotto dalla Cosworth, angolato a 90° e di 3000 cm³ di cilindrata secondo quanto previsto dal regolamento sportivo della stagione 2005; raggiungeva la soglia dei 19000 giri al minuto. Il peso complessivo della vettura con pilota a bordo era di poco superiore ai 600 kg. La trasmissione era semi-automatica a 6 rapporti. Il design del corpo vettura era stato studiato per incrementare il più possibile l'effetto suolo, mentre il telaio era stato costruito in configurazione monoscocca in carbonio. L'impianto frenante era rappresentato da freni a disco ventilati, mentre le sospensioni erano a doppi bracci trasversali con settaggio push-rod.

## Stagione
La vettura fu introdotta al GP di San Marino in sostituzione della vecchia PS04B, utilizzata per i primi appuntamenti stagionali, ma si rivelò poco competitiva. A partire dal Gran Premio di Monaco riuscì a competere regolarmente con le Jordan ma era comunque distante dalla zona punti. I migliori risultati in qualifica furono il 13º posto di Patrick Friesacher a Monaco, bissato da Christijan Albers in Giappone, oltre che un 15º posto sempre dell'olandese in Canada. Gli unici punti furono conquistati al Gran Premio degli Stati Uniti, dove corsero solo sei vetture.

## Risultati
| Anno | Team            | Motore          | Gomme | Piloti     |  |  |  |     |     |     |    |     |   |     |    |    |     |     |    |    |     |    |    | Punti | Pos. |
| ---- | --------------- | --------------- | ----- | ---------- |  |  |  | --- | --- | --- | -- | --- | - | --- | -- | -- | --- | --- | -- | -- | --- | -- | -- | ----- | ---- |
| 2005 | Minardi F1 Team | Cosworth TJ2005 | B     | Friesacher |  |  |  | Rit | Rit | Rit | 18 | Rit | 6 | Rit | 19 |    |     |     |    |    |     |    |    | 7     | 10º  |
| 2005 | Minardi F1 Team | Cosworth TJ2005 | B     | Doornbos   |  |  |  |     |     |     |    |     |   |     |    | 18 | Rit | 13  | 18 | 13 | Rit | 14 | 14 | 7     | 10º  |
| 2005 | Minardi F1 Team | Cosworth TJ2005 | B     | Albers     |  |  |  | Rit | Rit | 14  | 17 | 11  | 5 | Rit | 18 | 13 | NC  | Rit | 19 | 12 | 14  | 16 | 16 | 7     | 10º  |